# 普羅列塔爾斯克
46°42′N 41°44′E / 46.700°N 41.733°E
普羅列塔爾斯克（羅馬化：Proletarsk，直译：「無產階級城」）是俄羅斯羅斯托夫州南部的一個城市，距首府羅斯托夫東南230公里的葉戈爾雷克河畔。2002年人口19,572人。原名大克尼亞熱斯卡亞（羅馬化：Velikoknyazheskaya，直译：「大親王城」），蘇聯建國後改為現名。
1970年設市。